# Regno di Sofene
Il Regno di Sofene (in armeno Ծոփքի Թագավորութուն?) fu un antico regno dell'Armenia, fondato nel III secolo a.C. e indipendente fino agli anni 90 a.C., quando Tigrane II inglobò il regno nel proprio Regno d'Armenia.
Dopo la campagna di Alessandro Magno e il collasso dell'Impero persiano, la Sofene divenne una delle prime regioni armene ad essere influenzata dalla cultura greca, adottandone alcuni aspetti e diventando un regno ellenistico. Parte del Regno d'Armenia, nel 215 a.C. Antioco III ne decise la separazione, creando il Regno di Sofene, governato da un ramo della dinastia reale armena degli Orontidi. In seguito dal regno venne separata la Commagene, che andò a formare il Regno di Commagene.